# Эскизы углём
«Эскизы углём» (пол. Szkice węglem) — польский художественный фильм, снятый режиссёром Антонием Богдзевичем в 1956 году по мотивам одноименной повести Генрика Сенкевича.
Премьера фильма состоялась 25 ноября 1957 года.

## Сюжет
Чтобы спасти своего мужа Вавжона Репу от призыва на воинскую службу на долгие годы в русскую императорскую армию, что неминуемо приведёт к разрушению их крестьянского хозяйства, Марыся отдаётся уездному чиновнику Зользикевичу, который обещал вычеркнуть её мужа из рекрутских списков, которые он составляет. Достигнув желаемого, чиновник отказывает в просьбе женщине. Узнав об этом, Репа в отчаянии убивает свою жену, а затем совершает самоубийство.

## В ролях
- Барбара Валкувна — Марыся Репа
- Веслав Голас — Вавжон Репа
- Юзеф Збируг — Зользикевич, чиновник
- Станислав Волиньский — сельский войт
- Стефан Бартик — Гомула
- Зыгмунт Хмелевский — Скорабиевский, глава повята
- Лех Ордон — геометр
- Станислав Барея — лакей Ясек
- Лешек Хердеген — Вах, крестьянин
- Раймунд Якубович — крестьянин
- Гражина Станишевская — Ядвига Скорабевская